# Libros
Libros és un municipi d'Aragó situat a la província de Terol i enquadrat a la comarca de la Comunitat de Terol.
Encara queden al municipi les restes del seu castell templer. El 1810, durant la guerra del francès, després de reconquerir Terol, el general Józef Chlopicki capturà una columna d'artilleria comandada per José María de Carvajal que fugia de Terol i poc més tard vencia les tropes de Pedro Villacampa a l'Acció de la Fuensanta, i en la fugida, el pes de les tropes espanyoles enfonsava el pont de Libros i s'ofegaven molts homes al Guadalaviar.